# Jayne Mansfield
Jayne Mansfield, właśc. Vera Jayne Palmer (ur. 19 kwietnia 1933 w Bryn Mawr, zm. 29 czerwca 1967 w Slidell) – amerykańska modelka, aktorka filmowa, telewizyjna i teatralna, artystka estradowa oraz piosenkarka, jedna z pierwszych Playmates magazynu „Playboy”. Nazywano ją największą rywalką Marilyn Monroe, a w Hollywood osiągnęła status seksbomby lat 50. i 60. Była przy tym jedną z najinteligentniejszych hollywoodzkich aktorek; jej iloraz inteligencji wynosił 163.
Pomimo krótkiej kariery filmowej odniosła kilka sukcesów kasowych i zdobyła m.in. Złoty Glob. Z powodzeniem wcieliła się w rolę fikcyjnej aktorki Rity Marlowe, zarówno w wersji broadwayowskiej w latach 1955–1956, jak i hollywoodzkiej produkcji Will Success Spoil Rock Hunter? (1957). Inne znaczące role filmowe Mansfield obejmują produkcje: Blondynka i ja (1956), The Wayward Bus (1957) i Too Hot to Handle (1960). W filmie Obietnice! Obietnice! (1963) została pierwszą amerykańską gwiazdą z nagą sceną w hollywoodzkim filmie.
Nazwisko Mansfield zachowała po swoim pierwszym mężu Paulu Mansfieldzie, specjaliście ds. public relations. Trzykrotnie zamężna i rozwiedziona, miała pięcioro dzieci. W trakcie kariery była rzekomo blisko związana z wieloma mężczyznami, w tym z Robertem i Johnem F. Kennedym, swoim adwokatem Samuelem S. Brodym i artystą estradowym z Las Vegas Nelsonem Sardellim.
W wieku 34 lat, 29 czerwca 1967 zginęła w wypadku samochodowym we wschodnim Nowym Orleanie.

## Życiorys

### Młodość
Urodziła się w Bryn Mawr w stanie Pensylwania jako jedyne dziecko Herberta Williama Palmera (1904–1936), który miał niemieckie i angielskie pochodzenie, i Angielki Very (z domu Jeffrey) Palmer (1903–2000). Wychowywała się w Phillipsburg w stanie New Jersey, gdzie jej ojciec odbywał praktykę adwokacką z przyszłym gubernatorem stanu New Jersey, Robertem B. Meynerem. W 1936 roku w czasie rodzinnej podróży samochodem jej ojciec doznał nagłego ataku serca, zmarł w drodze do szpitala. W 1939 roku jej matka poślubiła inżyniera sprzedaży, Harry'ego Lawrence'a Peersa, a rodzina przeprowadziła się do Dallas w stanie Teksas. Tam Jayne znana była jako Vera Jayne Peers.
Jako dziecko chciała być hollywoodzką gwiazdą jak Shirley Temple. Jako nastolatka podziwiała Jean Harlow i Hedy Lamarr, a po obejrzeniu Laury uważała Gene Tierney za najpiękniejszą kobietę na świecie. W wieku 12 lat uczęszczała na lekcje tańca towarzyskiego. W 1950 roku ukończyła Highland Park High School w Dallas. W szkole średniej otrzymywała bardzo dobre oceny, w tym z matematyki. Pobierała lekcje gry na skrzypcach, fortepianie i altówce. Studiowała również języki hiszpański i niemiecki.
Zapisała się na studia aktorskie na Southern Methodist University. W 1951 przeprowadziła się do Los Angeles i semestr letni kontynuowała na Uniwersytecie Kalifornijskim. Planowała wziąć udział w wyborach Miss California, ale została zmuszona do rezygnacji, ponieważ warunkami przystąpienia do konkursu była bezdzietność i bycie panną.
W 1951 roku wraz z rodziną przeniosła się do Austin w stanie Teksas, gdzie studiowała dramaturgię na Uniwersytecie Teksańskim. Naukę łączyła z pracą modelki, komiwojażerki sprzedającej książki i recepcjonistki w studiu tańca. Dołączyła także do Curtain Club, popularnego stowarzyszenia teatralnego w kampusie, w skład którego wchodzili między innymi: autor tekstów Tom Jones, kompozytor Harvey Schmidt oraz aktorzy Rip Torn i Pat Hingle. Następny rok spędziła w Camp Gordon w stanie Georgia (placówka szkoleniowa armii amerykańskiej), kiedy Paul Mansfield służył w rezerwie armii Stanów Zjednoczonych w wojnie koreańskiej. W czasie, gdy Paul odbywał służbę wojskową, Jayne myślała o rozstaniu. Chciała jednak zachować nazwisko, uważając je za odpowiednie dla gwiazdy.
W 1953 powróciła do Dallas gdzie przez kilka miesięcy uczyła się aktorstwa u Barucha Lumeta, ojca reżysera Sidneya Lumeta i założyciela Dallas Institute of Performing Arts. Lumet udzielał Jayne prywatnych lekcji nazywając Mansfield i Ripa Torna swoimi „dziećmi”. W kwietniu 1954 Lumet przyczyni się do angażu Jayne w jej pierwszych zdjęciach próbnych w Paramount. W 1954 roku Paul, Jayne i Jayne Marie przeprowadzili się do Los Angeles, gdzie Jayne pracowała dorywczo sprzedając popcorn w Stanley Warner Theatre, ucząc tańca, sprzedając słodycze w kinie, jako modelka w agencji Blue Book Model Agency i fotografka w restauracji Trails należącej do Esther Williams.

### Początki kariery

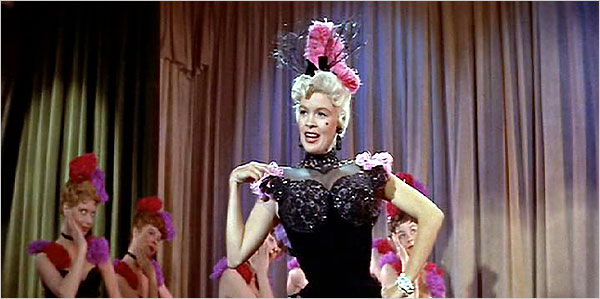
W filmie Szeryf i blondynka (1958)

Uczęszczając na Uniwersytet Teksański w Austin, Mansfield wygrała kilka konkursów piękności, w tym Miss Photoflash, Miss Magnesium Lamp i Miss Fire Prevention Week. Jedynym tytułem, któremu odmówiła, była Miss Roquefort Cheese uważając, że nie brzmiał dobrze (W 1957 Jayne odrzuci również tytuł Miss Prime Rib). W 1952 podczas pobytu w Dallas, Jayne i Paul Mansfield uczestniczyli w niewielkich lokalnych produkcjach teatralnych The Slaves of Demon Rum i Ten Nights in a Barroom, oraz Anything Goes w Camp Gordon. Po zakończeniu służby wojskowej przez Paula, 22 października 1953 po raz pierwszy wystąpiła na scenie w spektaklu Śmierć komiwojażera Arthura Millera. Na Uniwersytecie Kalifornijskim wzięła udział w konkursie Miss California (ukrywając swój stan cywilny) i wygrała lokalną rundę by niedługo później wycofać się.
Na początku kariery Mansfield niektórzy reklamodawcy uważali jej rzucające się w oczy piersi za problematyczne, co doprowadziło do utraty przez Jayne jej pierwszego profesjonalnego angażu – udziału w reklamie General Electric, która przedstawiała młode kobiety relaksujące się przy basenie, ubrane w kostiumy kąpielowe. Chcąc otrzymać angaż w studiu Paramount, w 1954 zaprezentowała kierownikowi obsady Miltonowi Lewisowi scenę z Joanny d’Arc. Lewis nie będąc zachwyconym, poinformował Jayne że marnuje swój „oczywisty talent” i zaprosił ją do odegrania sceny z fortepianem ze Słomianego wdowca tydzień później. Mansfield ponownie nie przekonała Lewisa.
W 1953 Hugh Hefner założył magazyn „Playboy”, w którego wydaniu z lutego 1955 Jayne figurowała jako Playmate miesiąca. Dzięki sesjom zdjęciowym z jej udziałem lutowy numer cieszył się dużą popularnością a kariera Mansfield nabrała rozpędu. Niedługo później wzięła udział w zdjęciach do kalendarza Playboya. W magazynie pojawiała się każdego lutego w latach 1955–1958 i ponownie w 1960. W sierpniu 1956 Paul Mansfield wystąpił na drogę sądową domagając się wyłącznego prawa do opieki nad dzieckiem. Próbował udowodnić, że naga sesja zdjęciowa w Playboyu świadczyła o niezdolności Jayne do pełnienia roli matki.

### Kariera filmowa

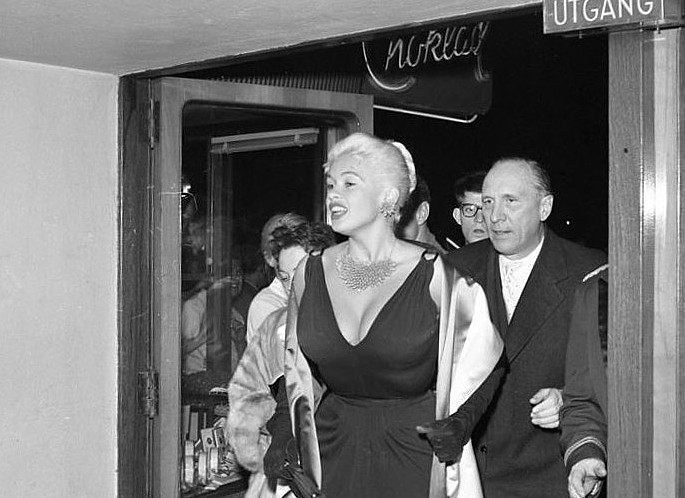
Mansfield na premierze Will Success Spoil Rock Hunter? w Szwecji w 1957

Pierwszym występem Mansfield w telewizji była rola dziewczyny przy fortepianie w jednym z odcinków serialu CBS Lux Video Theatre (1954). Po raz pierwszy w filmie zagrała w 1955 roku grając drugoplanową rolę w niskobudżetowym dramacie Kobieca dżungla z Johnem Carradine'em. Za udział w produkcji otrzymała 150 dolarów. W lutym 1955 menedżer i rzecznik prasowy Jayne, Jim Byron, wynegocjował siedmioletni kontrakt z Warner Brothers, który gwarantował aktorce 250 dolarów tygodniowo. W styczniu tego samego roku Mansfield wniosła pozew o separację przeciwko Paulowi.
Zagrała także w muzycznym dramacie kryminalnym Pete Kelly’s Blues (1955) z Janet Leigh, Lee Marvinem i Ellą Fitzgerald, filmie noir Lewisa Allena Nielegalnie (Illegal, 1955) w roli Angel O’Hary z Edwardem G. Robinsonem i Niną Foch oraz w dramacie kryminalnym Piekło nad Frisco Bay (Hell on Frisco Bay, 1955) z Alanem Laddem. Równocześnie występowała też na Broadwayu. 12 grudnia 1955 roku spotkała Marilyn Monroe podczas premiery filmu Tatuowana róża.
Podczas pracy nad Włamywaczem (1957), adaptacją powieści Davida Goodisa w reżyserii Paula Wendkosa, Jayne podpisała kontrakt na występy w broadwayowskiej sztuce Will Success Spoil Rock Hunter? u boku Orsona Beana i Waltera Matthau. Premiera Włamywacza odbyła się dwa lata później, u szczytu kariery aktorki. Było to pierwsze duże przedsięwzięcie producenta filmu Louisa W. Kellmana, który twierdził, że „odkrył” wówczas Mansfield. 31 lipca 1955 aktorka zakończyła współpracę ze studiem Warner Brothers.
3 maja 1956 Mansfield związała się sześcioletnim kontraktem z wytwórnią filmową 20th Century Fox, która miała za cel zastąpienie przez Jayne coraz bardziej uciążliwej Marilyn Monroe. Do 15 września 1956 Mansfield była wciąż związana umową na występy w sztuce Will Success Spoil Rock Hunter? na Broadwayu. Pierwszą większą rolą Jayne była Jerri Jordan w komedii muzycznej Blondynka i ja (1956) Franka Tashlina. W filmie wystąpili czołowi artyści Rock and roll i R&B, w tym m.in. Gene Vincent, Eddie Cochran, Fats Domino, The Platters i Little Richard. Produkcja zebrała dobre recenzje i zarobiła więcej niż Mężczyźni wolą blondynki trzy lata wcześniej. Przyniosła również Mansfield popularność i uczyniła z niej gwiazdę.

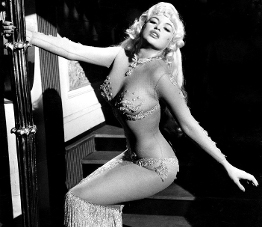
Mansfield w Too Hot to Handle (1960)

W The Wayward Bus (1957), będącym adaptacją powieści Zagubiony autobus Johna Steinbecka, Mansfield zagrała rolę dramatyczną, odchodząc od wizerunku blondwłosej seksbomby. Chciała tym samym ugruntować swoją pozycję poważnej aktorki. Film odniósł umiarkowany sukces kasowy. W 1957 za występ w Blondynka i ja Mansfield zdobyła Złotego Globa dla najbardziej obiecującej nowej aktorki, razem z Carroll Baker (za filmy Baby Doll i Olbrzym) i Natalie Wood (za film Buntownik bez powodu).
W 1957 Frank Tashlin obsadził Mansfield w filmowej adaptacji broadwayowskiej sztuki Will Success Spoil Rock Hunter?, gdzie aktorka ponownie wcieliła się w Ritę Marlowe, grając u boku Tony'ego Randalla i Joan Blondell. Wytwórnia 20th Century Fox promowała swoją nową seksbombę podczas trasy po Ameryce Północnej oraz podczas 40-dniowej trasy w 16 krajach Europy. Mansfield wzięła udział w premierze filmu w Londynie (wydanego tam pod tytułem Oh! For a Man!), a w ramach trasy poznała królową Elżbietę II.
Czwartą główną rolą Mansfield w Hollywood była postać Alice Kratzner w filmie Urlop na lądzie w reżyserii Stanleya Donena z 1957, gdzie zagrała u boku Suzy Parker i gwiazdy kina Cary’ego Granta. Film był porażką finansową i w oczach krytyków. Była to jedna z ostatnich prób promowania Jayne Mansfield przez wytwórnię 20th Century Fox. Ciągłe nagłaśnianie atrakcyjności fizycznej Mansfield nie wystarczało by utrzymać popularność aktorki. Dla studia Fox zagrała jeszcze główną rolę w westernowej komedii Szeryf i blondynka u boku Kennetha More'a. Śpiew Mansfield w filmie był dubbingowany przez piosenkarkę Connie Francis. Premiera filmu odbyła się w Stanach Zjednoczonych w 1959. Był to ostatni mainstreamowy sukces Mansfield. Wytwórnia Columbia Pictures zaoferowała jej rolę u boku Jamesa Stewarta i Jacka Lemmona w komedii romantycznej Czarna magia na Manhattanie, którą odrzuciła ze względu na ciążę. W 1958 aktorka miała jeszcze wcielić się w rolę Angeli Hoffy w komedii Awantura w Putman's Landing, jednak przez naciski Joanne Woodward oraz jej męża Paula Newmana, u którego boku w filmie miała grać Mansfield, producent i reżyser Leo McCarey zastąpił ją Joan Collins. Zdaniem Newmana i Woodward Mansfield była zbyt wyzywająca do tej roli.

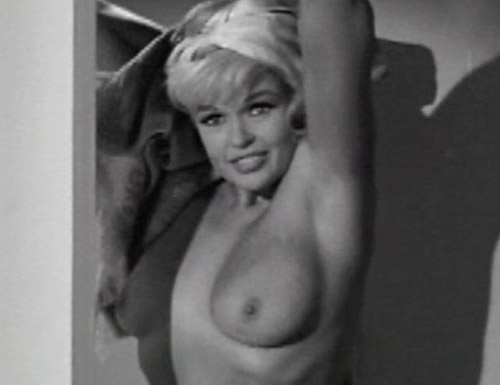
Mansfield z nagim biustem w Obietnice! Obietnice! (1963)

Na jednym z najsłynniejszych zdjęć siedzi z Sophią Loren, która patrzy z niesmakiem na jej niemal całkowicie odkryty biust. Rzecz miała miejsce na przyjęciu zorganizowanym przez studio Paramount dla Loren, na które zaproszono wiele ówczesnych gwiazd.
Między wrześniem 1956 a majem 1957 roku zrobiono jej ok. 2,5 tys. fotografii prasowych i napisano na jej temat ok. 122 tys. linijek w różnych periodykach. W obliczu błyskawicznego, wielkiego sukcesu medialnego jej nazwisko stało się szeroko rozpoznawalne w Stanach Zjednoczonych. Podczas swojej kariery była porównywana przez media z inną gwiazdą uznawaną za symbol seksu tego okresu, Marilyn Monroe. W związku z tym powiedziała: „Nie wiem, dlaczego ludzie [prasa] mają zwyczaj porównywać mnie do Marilyn lub do tej dziewczyny… jak ona się nazywa… Kim Novak. Roztrząsanie tego oczywiście pomogło mi dostać się tam, gdzie teraz jestem. Nie wiem, jak oni to uczynili”.

### Schyłek kariery
Wraz z malejącym popytem na blond seksbomby i rosnącym sprzeciwem wobec przesadnego i natarczywego promowania aktorki, Mansfield przestawała być atutem w walce o czołowe pozycje w rankingach box office. Pozostawała jednak wciąż popularną celebrytką przyciągającą tłumy poza Stanami Zjednoczonymi dzięki udanym i dochodowym występom w klubach nocnych. Pomimo ciągłej popularności Mansfield, po 1959 nie miała udanych ról filmowych. Przez kolejne ciąże nie była w stanie wypełnić jednej trzeciej kontraktu z Fox. Wytwórnia przestała ją uważać za swoją główną gwiazdę i rozpoczęła jej wypożyczanie innym produkcjom aż do zakończenia umowy w 1962. Aktorka pracowała dla angielskich i włoskich studiów, grając w kilku niskobudżetowych filmach, z których część uważa się za zaginione.
W 1959 studio Fox obsadziło ją w dwóch niezależnych filmach gangsterskich nakręconych w Wielkiej Brytanii: Wyzwanie  i Too Hot to Handle. Oba były niskobudżetowe, a ich amerykańskie premiery opóźnione. Too Hot to Handle w Stanach Zjednoczonych pojawił się dopiero w 1961 pod tytułem Playgirl After Dark. Premiera Wyzwania ze zmienionym tytułem na It Takes a Thief odbyła się w Ameryce jeszcze później, w 1963. Tamtejsi cenzorzy nie zgadzali się na pokazanie sceny z Too Hot to Handle, w której Mansfield jawi się prawie naga, ubrana w srebrną siateczkę z cekinami na sutkach.
Gdy w latach 60. Mansfield wróciła do Hollywood, studio Fox obsadziło ją w Zdarzyło się w Atenach u boku Traxa Coltona, przystojnego nowicjusza, którego Fox chciało wykreować na obiekt kobiecych westchnień. Jej nazwisko widniało na czołówce filmu, ale rola była tylko drugoplanowa. Film oparty na Igrzyskach Olimpijskich został nakręcony jesienią 1960 w Grecji, jednak jego premiera odbyła się dopiero w 1962. Obraz okazał się finansową porażką a wytwórnia 20th Century Fox rozwiązała kontrakt z Mansfield.
W 1961 aktorka przystała na drugorzędną, aczkolwiek z uwzględnieniem na czołówce, rolę w biograficznej produkcji Historia George’a Rafta, z Rayem Dantonem jako George Raft w roli głównej i z Mansfield jako rozpieszczona gwiazda filmu. Wkrótce po premierze filmu powróciła do Europy gdzie występowała w niskobudżetowych obcojęzycznych filmach, takich jak: Heimweh nach St. Pauli (1963, Niemcy), L'Amore Primitivo (1964, Włochy), Panic Button (1964, Włochy) oraz Einer frisst den anderen (1964, Niemcy).
W 1963 producent, scenarzysta i aktor Tommy Noonan przekonał Mansfield by ta została pierwszą mainstreamową amerykańską aktorką z nagą sceną w roli głównej w jego filmie Obietnice! Obietnice!. Wydanie Playboya z czerwca 1963 zawierało nagie zdjęcia Mansfield z planu zdjęciowego, co doprowadziło do wniesienia w sądzie w Chicago zarzutu za obsceniczność przeciwko Hugh Heffnerowi. Pomimo zakazu emisji Obietnice! Obietnice! w Cleveland, film cieszył się dużą popularnością i był przebojem kasowym wszędzie indziej. W wyniku sukcesu Mansfield znalazła się w czołowej dziesiątce box office'owych atrakcji tego roku.

### Ostatnie lata
Wkrótce po sukcesie w Obietnice!  Obietnice!, Mansfield wybrano spośród wielu aktorek do zastąpienia niedawno zmarłej Marilyn Monroe w komedii romantycznej Pocałuj mnie, głuptasie u boku Deana Martina. Rolę odrzuciła ze względu na ciążę z córką Mariską Hargitay; w produkcji zastąpiła ją Kim Novak. W tym samym roku pojawiła się książka z udziałem aktorki w stylu pin-up zatytułowana Mansfield for President: the White House or Bust, ze zdjęciami autorstwa fotografa-artysty Davida Attiego. W 1966 Mansfield obsadzono w dramacie Single Room Furnished reżyserowanym przez jej ówczesnego męża Matta Cimbera. W obrazie aktorka musiała wcielić się w trzy różne postacie powracając po kilku latach do pierwszoplanowej roli dramatycznej. Pierwszy pokaz filmu odbył się w 1966, lecz pełną premierę miał dopiero w 1968, blisko rok po śmierci Mansfield.
Po Single Room Furnished w 1966 zagrała u boku Mamie Van Doren i Ferlina Husky'ego w niskobudżetowej komedii The Las Vegas Hillbillys. Był to pierwszy film Mansfield o tematyce country. Aktorka promowała go podczas 29-dniowej trasy po największych miastach Stanów Zjednoczonych w towarzystwie Ferlina Husky'ego, Dona Bowmana i innych muzyków country. Przed rozpoczęciem zdjęć Mansfield oznajmiła, że nie zamierza dzielić czasu na ekranie z Mamie Van Doren, którą uważała za tanią imitację Marilyn Monroe. Choć bohaterki grane przez obie aktorki dzieliły jedną scenę, to obie filmowały ją w różnym czasie a ta została odpowiednio zmontowana później. Ostatnią rolą Mansfield w filmie było cameo w komedii Poradnik żonatego mężczyzny z 1967 z Walterem Matthau, Robertem Morse'em oraz Inger Stevens w rolach głównych. Na czołówce filmu Mansfield wymieniono jako doradcę technicznego, razem z innymi gwiazdami kina.

### Śmierć i pogrzeb
28 czerwca 1967 przebywała w Biloxi w stanie Missisipi, występując w Gus Stevens Supper Club. Po północy Jayne, Sam Brody (jej adwokat i życiowy partner), ich kierowca Ronnie Harrison oraz troje z czworga dzieci – Miklós, Zoltán i Mariska – wyjechali z Biloxi w Buicku Electra 225. Jechali w kierunku Nowego Orleanu, gdzie Jayne kolejnego dnia miała wystąpić w Midday Show stacji WDSU. Około 2:25 nad ranem, jadąc na trasie Route 90 na zachód od Fort Pike Bridge, Buick z dużą prędkością uderzył w tył ciągnika, który zwolnił za ciężarówką rozpylającą środki owadobójcze. Troje dorosłych siedzących z przodu zginęło na miejscu, a dzieci śpiące na tylnym siedzeniu przeżyły z niewielkimi obrażeniami.
Informacje o dekapitacji Mansfield są nieprawdziwe, chociaż doznała ona poważnych urazów głowy. Ta miejska legenda związana jest z fotografiami rozbitego samochodu z odciętym dachem i blond włosami zaplątanymi w rozbitą przednią szybę. W rzeczywistości była to peruka, którą nosiła Mansfield. W akcie zgonu za bezpośrednią przyczynę śmierci podano pęknięcie czaszki i przemieszczenie (oderwanie) mózgu. Po wypadku National Highway Traffic Safety Administration (NHTSA) zarekomendowała obowiązek posiadania osłony przeciwnajazdowej w naczepach ciągników. W Stanach Zjednoczonych tego typu osłona często nazywana jest Mansfield bar.
Pogrzeb Mansfield odbył się 3 lipca w Pen Argyl w stanie Pensylwania. Ceremonię prowadził Charles Montgomery, pastor kościoła metodystycznego. Pogrzeb miał charakter prywatny. Jedynym z byłych mężów Jayne obecnym na pogrzebie był Mickey Hargitay. Mansfield pochowano na Fairview Cemetery, na południowy wschód od Pen Argyl. Spoczęła obok swojego ojca Herberta Palmera. Na nagrobku w kształcie serca znajduje się sentencja: „Żyjemy, aby każdego dnia kochać cię bardziej”. Dzięki fanklubowi Mansfield na Hollywood Forever Cemetery w Hollywood stanął cenotaf upamiętniający aktorkę, na którym jednak błędnie widnieje rok 1938 jako rok urodzenia aktorki (Mansfield miała zwyczaj podawać nieprawidłowe informacje o swoim wieku).

## Życie prywatne

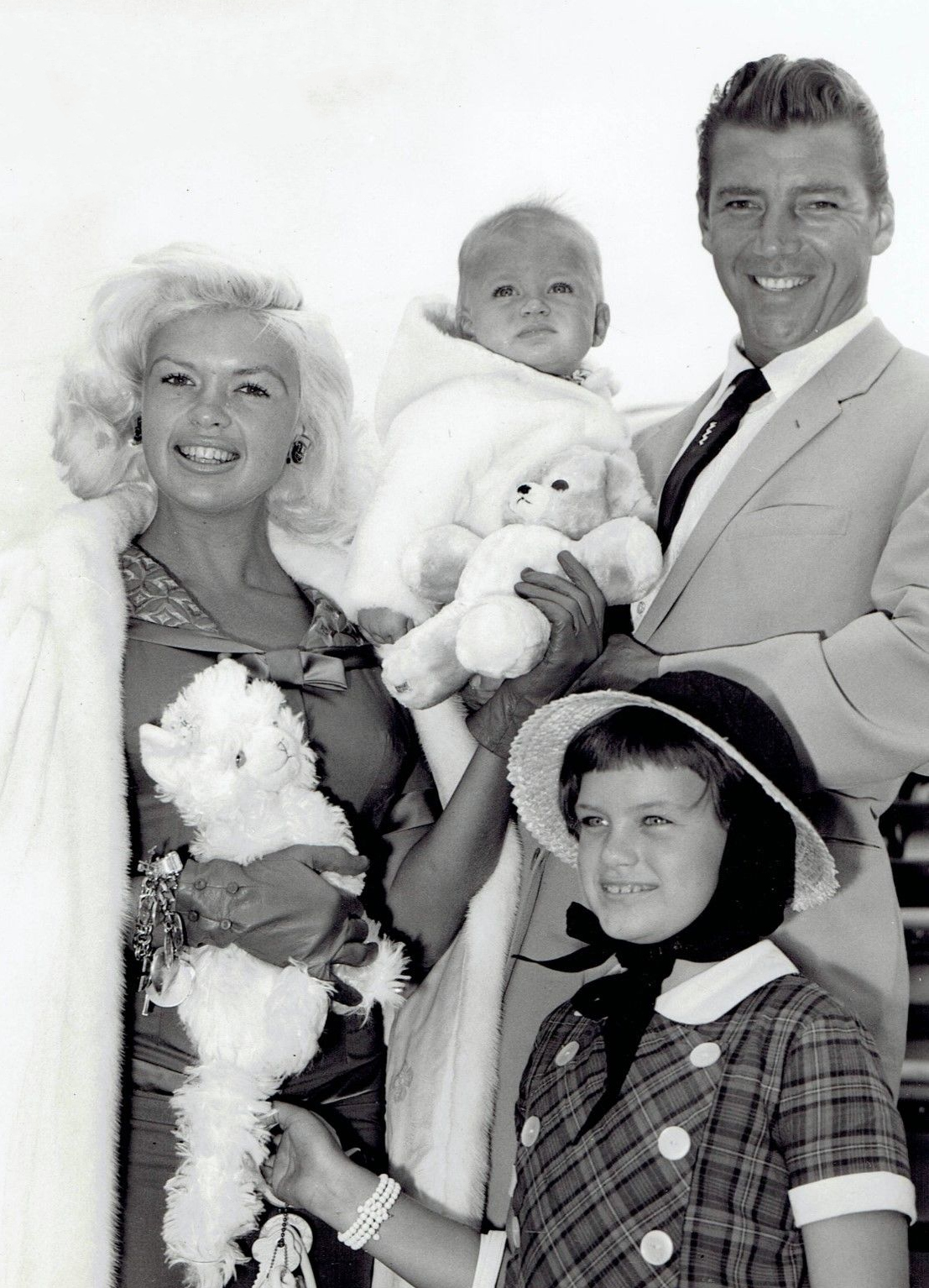
Mansfield z Hargitayem i dziećmi (Londyn, 1959)

Była trzykrotnie zamężna. 10 maja 1950, w wieku 16 lat, wyszła za Paula Mansfielda, z którym miała córkę Jayne Marie Mansfield (ur. 8 listopada 1950) i rozwiodła się 8 stycznia 1958. Pięć dni po rozwodzie poślubiła węgiersko-amerykańskiego kulturystę i aktora Mickeya Hargitaya, z którym miała dwóch synów: Jeffreya Palmera (ur. 21 grudnia 1958) i Zoltána Anthony’ego (ur. 1 sierpnia 1960) i rozwiodła się 26 sierpnia 1964. W trakcie trwania małżeństwa urodziła także córkę, Mariskę Magdolnę (ur. 23 stycznia 1964), której ojcem jest Nelson Sardelli. 24 września 1964 wyszła za reżysera filmowego Matta Cimbera, z którym miała syna, Antonio Raphaela Ottaviano (ur. 18 października 1965), i rozwiodła się w lipcu 1966.
Wdawała się w liczne romanse, w tym z Robertem, Josephem i Johnem F. Kennedym, Clintem Eastwoodem (1954), Steve’em Cochranem (1954), Nicholasem Rayem (1956) i Engelbertem Humperdinckiem (1967).

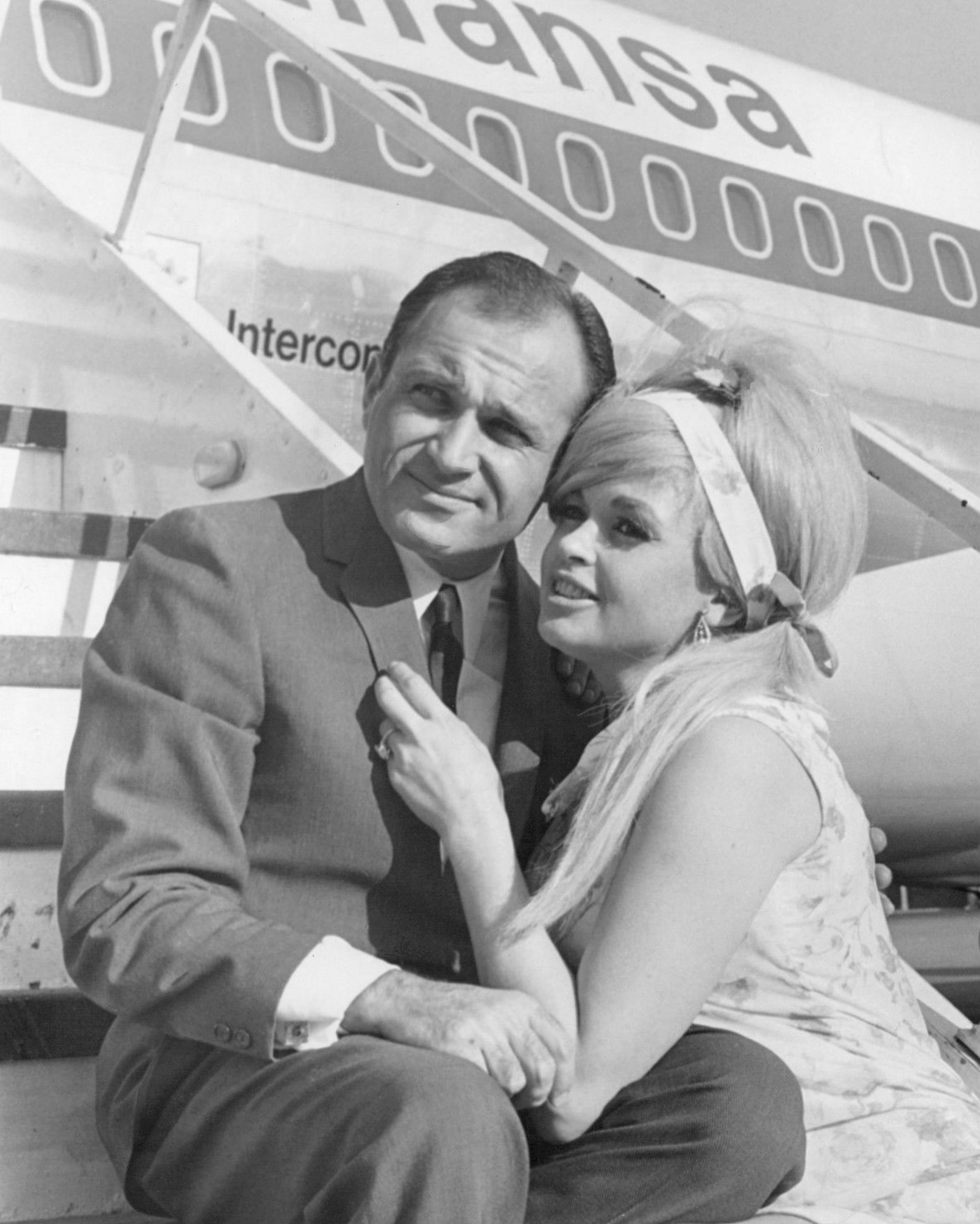
Mansfield z Samem Brodym (1967)

W 1966 na Festiwalu Filmowym w San Francisco odwiedziła Kościół Szatana z Samem Brody (jej prawnikiem i chłopakiem), by poznać Antonego LaVeya, założyciela Kościoła. Media entuzjastycznie omawiały spotkanie i wydarzenia wokół niego, identyfikując ją jako satanistkę i romantycznie związaną z LaVey. Karla LaVey potwierdziła w wywiadzie z Joan Rivers z 1992, że Mansfield rzeczywiście była praktykującą satanistką, i że miała romans z Antonem LaVeyem.

## Filmy

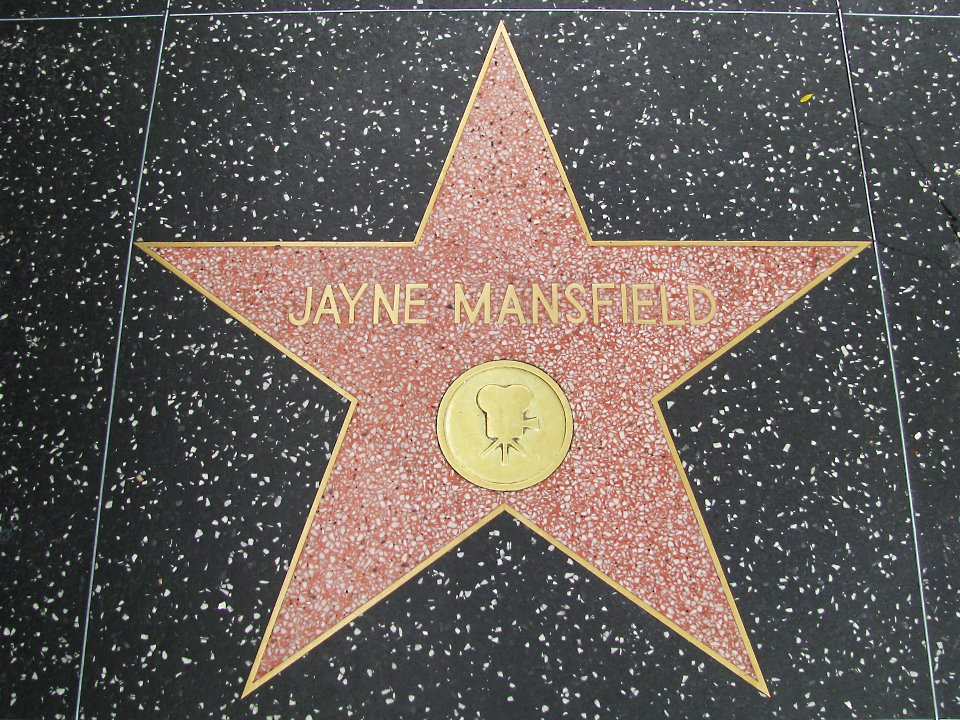
Gwiazda Mansfield w Alei Gwiazd w Los Angeles (6328 Hollywood Boulevard).

- 1954: Kobieca dżungla (Female Jungle)
- 1955: Piekło nad Frisco Bay (Hell on Frisco Bay)
- 1955: Pete Kelly’s Blues
- 1955: Nielegalnie (Illegal)
- 1956: Blondynka i ja (The Girl Can’t Help It)
- 1957: Włamywacz (The Burglar)
- 1957: The Wayward Bus jako Camille Oaks
- 1957: Will Success Spoil Rock Hunter?
- 1957: Urlop na lądzie (Kiss Them for Me)
- 1958: Szeryf i blondynka (The Sheriff of Fractured Jaw)
- 1960: Miłostki Herkulesa (Gli Amori di Ercole)
- 1960: Wyzwanie (The Challenge)
- 1960: Too Hot to Handle
- 1961: Historia George’a Rafta (The George Raft Story)
- 1962: Zdarzyło się w Atenach (It Happened in Athens)
- 1963: Heimweh nach St. Pauli
- 1963: Obietnice! Obietnice! (Promises! Promises!)
- 1964: Jeden pożera drugiego (Dog Eat Dog)
- 1964: Panic Button
- 1966: The Las Vegas Hillbillys
- 1966: The Fat Spy
- 1967: Poradnik żonatego mężczyzny (A Guide for the Married Man)

## Nagrody
Złoty Glob 1957
- Złoty Glob w kategorii najbardziej obiecująca debiutantka